# Дворец Грашалковичей
Дворец Грашалковичей (словац. Grasalkovičov palác, венг. Grassalkovich-kastély) — дворец XVIII века в Братиславе, ныне резиденция президента Словакии.

## История
Дворец построен в 1760 году для графа Антала Грашалковича, который заведовал экономическим развитием земель короны Святого Стефана. При Марии Терезии и её преемниках в нём собиралась на балы вся венгерская аристократия. Во дворце давал концерты Йозеф Гайдн, капельмейстер князя Эстерхази, который приходился Грассалковичу сватом.
В 1897—1919 годах во дворце останавливались во время приездов в Пресбург герцог Тешенский и его супруга, а в советский период здесь работал первый секретарь ЦК КПЧ Клемент Готвальд.

## Современность
После распада Чехословакии дворец стал резиденцией президента страны и часто именуется Президентским дворцом.

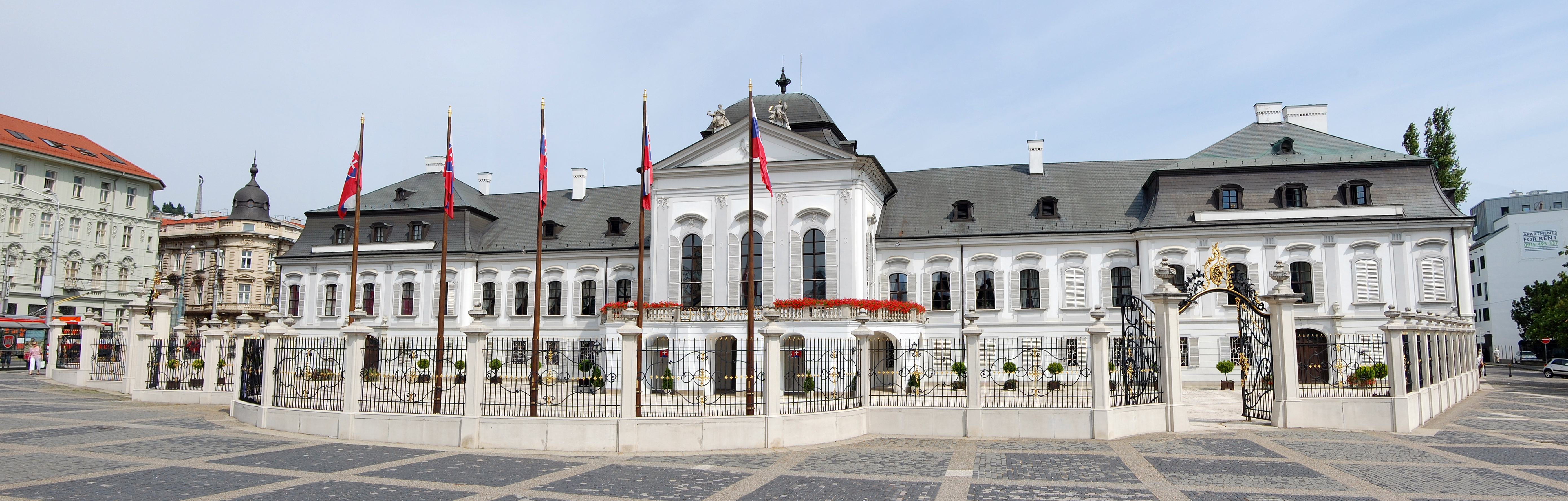
Дворец Грашалковичей